# سیارک ۳۹۵
سیارک ۳۹۵ (به انگلیسی: 395 Delia، نامگذاری:1894BK) سیصد و نود و پنجمین سیارک کشف شده‌است که در ۳۰ نوامبر ۱۸۹۴ و در نیس کشف شد.
قدر مطلق سیارک برابر ۱۰٫۳۸ است.